# Stardock
Stardock Corporation est une entreprise américaine de développement de logiciels, principalement dédiés à la personnalisation de l'interface graphique des systèmes d'exploitation Windows. Fondée en 1991. Basée à Plymouth, dans le Michigan, elle s'est depuis 2000 diversifiée dans le développement de jeux vidéo pour PC, et notamment de jeux de stratégie.

## Logiciels de personnalisation
- Object Desktop
- BootSkin
- ObjectDock
- StyleVista
- MyColors
- Start8
- Start10
- Fences : permet d'organiser ses icônes sur le bureau

## Jeux développés
- Business Tycoon (2000)
- Galactic Civilizations (2003)
- Galactic Civilizations: Altarian Prophecy (2004)
- The Political Machine (2004)
- Galactic Civilizations II: Dread Lords (2006)
- Galactic Civilizations II: Dark Avatar (2007)
- Galactic Civilizations II: Twilight of the Arnor (2008)
- Galactic Civilizations II: Endless Universe (2008)
- Elemental: War of Magic (2010)
- Galactic Civilizations III (2015)

## Jeux édités
- Sins of a Solar Empire (2008)
- Sins of a Solar Empire: Entrenchment (2009)
- Demigod (2009)
- Sins of a Solar Empire: Diplomacy (2010)
- Sins of a Solar Empire: Rebellion (2012)
- Galactic Civilizations III (2015)